# Сосайм
Соса́йм (фр. Sausheim) — коммуна на северо-востоке Франции в регионе Гранд-Эст (бывший Эльзас — Шампань — Арденны — Лотарингия), департамент Верхний Рейн, округ Мюлуз, кантон Риксайм. До марта 2015 года коммуна административно входила в состав упразднённого кантона Ильзак (округ Мюлуз).
Площадь коммуны — 16,91 км², население — 5299 человек (2006) с тенденцией к стабилизации: 5454 человека (2012), плотность населения — 322,5 чел/км².

## Население
Численность населения коммуны в 2011 году составляла 5463 человека, а в 2012 году — 5454 человека.
| 1962 | 1968 | 1975 | 1982 | 1990 | 1999 | 2006 | 2008 | 2011 | 2012 |
| ---- | ---- | ---- | ---- | ---- | ---- | ---- | ---- | ---- | ---- |
| 2447 | 3156 | 4940 | 4737 | 4748 | 5470 | 5299 | 5262 | 5463 | 5454 |

Динамика населения:

## Экономика
В 2010 году из 3506 человек трудоспособного возраста (от 15 до 64 лет) 2534 были экономически активными, 972 — неактивными (показатель активности 72,3 %, в 1999 году — 71,7 %). Из 2534 активных трудоспособных жителей работали 2352 человека (1245 мужчин и 1107 женщин), 182 числились безработными (84 мужчины и 98 женщин). Среди 972 трудоспособных неактивных граждан 336 были учениками либо студентами, 322 — пенсионерами, а ещё 314 — были неактивны в силу других причин.
На протяжении 2011 года в коммуне числилось 2232 облагаемых налогом домохозяйства, в которых проживало 5347 человек. При этом медиана доходов составила 22892 евро на одного налогоплательщика.

## Достопримечательности (фотогалерея)

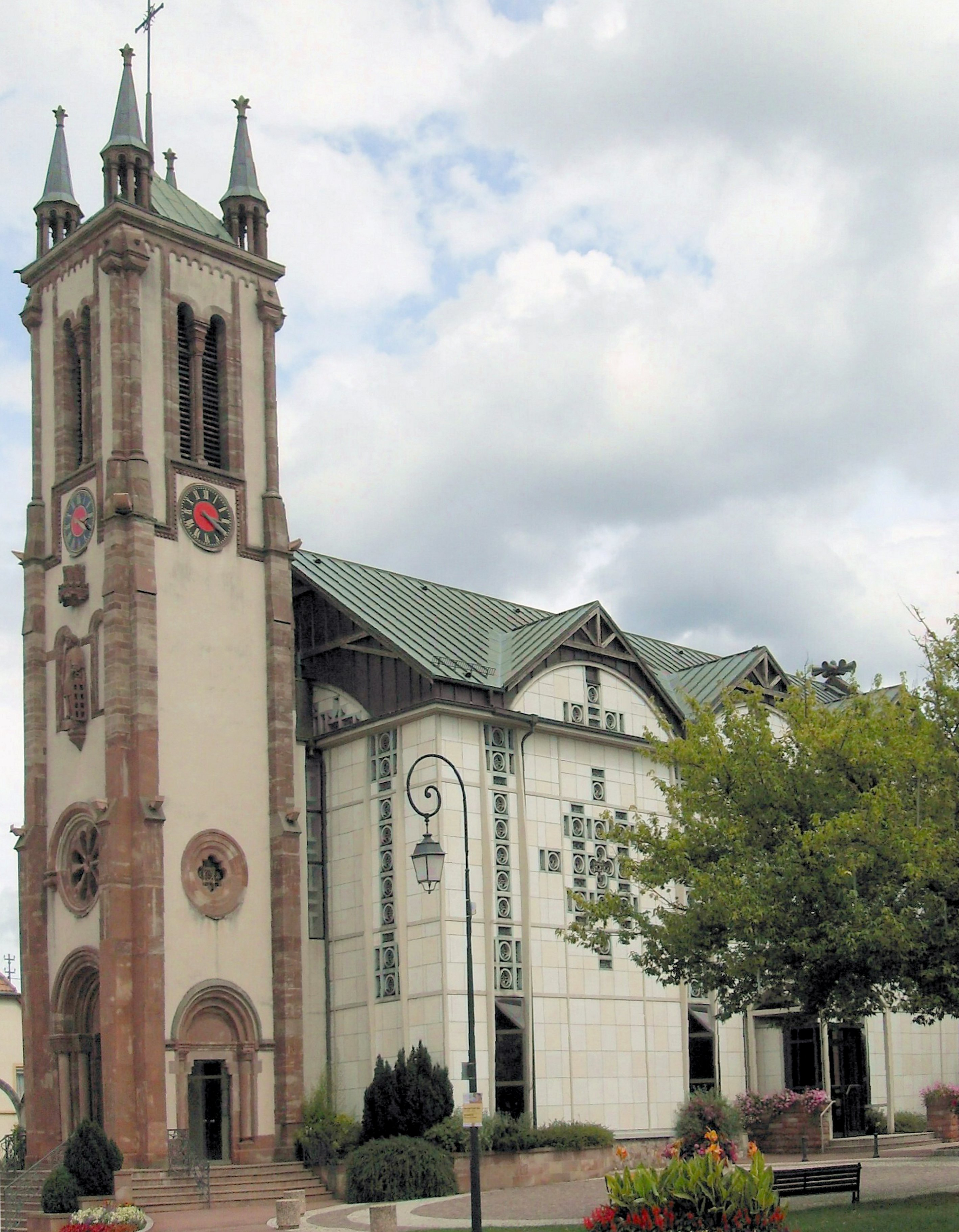
Церковь Сен-Лорен